# بان (محطة سكة حديد)

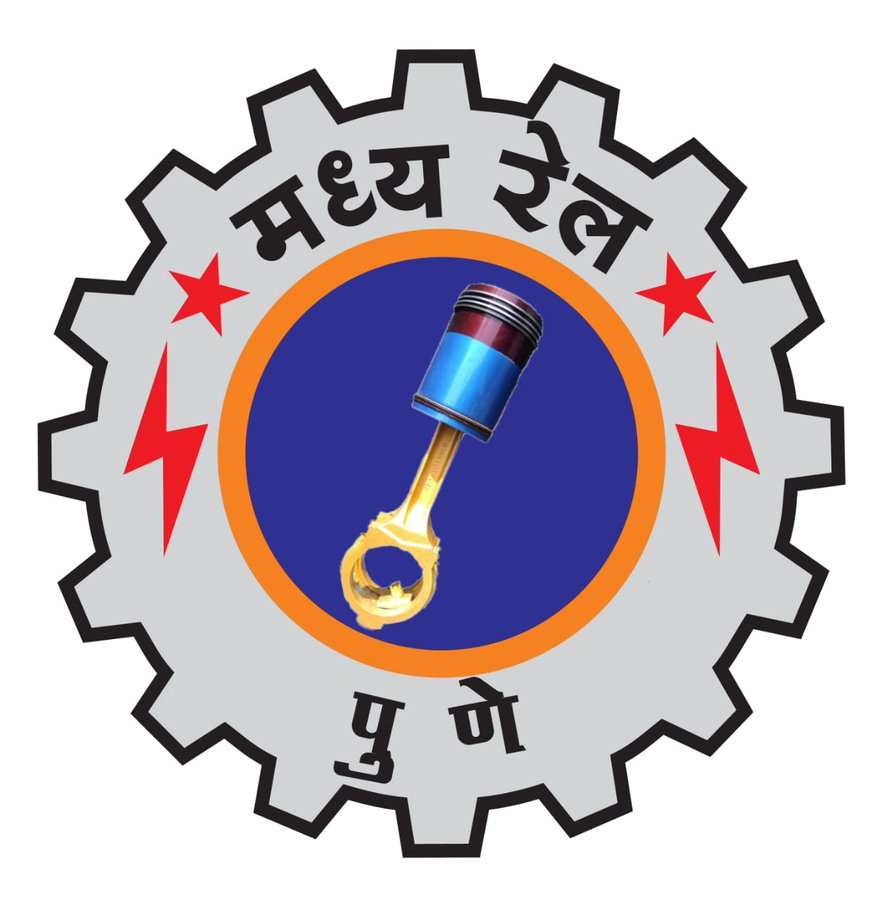
شعار ورشة القطارات الديزل في بوني: مركز الصيانة والنقل

بان(بالإنجليزية: Pune)‏ هي واحدة من المقاطعات الهندية و المنطقة المركزية للسكك الحديدية في الهند.